# همه‌چیز درباره لیلی چوچو
«همه چیز درباره لیلی چوچو» (انگلیسی: All About Lily Chou-Chou) یک فیلم است که در سال ۲۰۰۱ منتشر شد. از بازیگران آن می‌توان به آیومی ایتو، ایزومی ایناموری، و یو آئویی اشاره کرد.

## داستان
دو پسر به نام های هوشینو و هاسومی از ابتدای مدرسه راهنمایی باهم اشنا می شوند. این فیلم دارای خط داستانی ناپیوسته ای است که از اواسط داستان شروع می شود...